# Cryphioides ocellata
Cryphioides ocellata là một loài bướm đêm trong họ Noctuidae.